# Nelson Cuevas
Nelson Rafael Cuevas Amarilla (Asunción, 10 januari 1980) is een Paraguayaans voormalig profvoetballer die hoofdzakelijk als aanvaller speelde. Zijn bijnaam luidt Pipino.

## Clubcarrière
Cuevas begon in 1998 als profvoetballer in eigen land bij Atlético Tembetary. Vervolgens speelde hij bij het Argentijnse River Plate (1998-2003), Inter Shanghai (2003) en de Mexicaanse clubs CF Pachuca (2004-2006) en Club América (2006-2008). In 2008 trok hij terug naar eigen land, waar hij een half jaar uitkwam voor Club Libertad. Later dat jaar tekende hij bij het Braziliaanse Santos FC. Begin 2009 trok Cuevas naar Universidad de Chile. Het seizoen 2009-2010 vatte hij weer aan in Parauguay, bij Olimpia Asunción. In 2010 ging Cuevas voor het eerst buiten Amerika voetballen; hij speelde tot januari 2011 bij Albacete in Spanje. Cuevas speelde in 2011 voor FC Puebla en Cerro Porteño. Vervolgens kwam hij in 2012 uit voor Sportivo Luqueño en Sportivo Carapeguá, waar hij zijn profcarrière afsloot

## Interlandcarrière
Cuevas speelde zijn eerste interland voor Paraguay op 29 juni 1999 tegen Bolivia. Hij maakte deel uit van de selecties voor het WK 2002 en het WK 2006. Cuevas speelde uiteindelijk 41 interlands, waarin hij zes keer scoorde.